# Fläckbukig vaktel
Fläckbukig vaktel (Colinus leucopogon) är en fågel i familjen tofsvaktlar inom ordningen hönsfåglar. Det är en marklevande fågel som lever i Centralamerikas torra skogar och savanner. Denna art är känd för sin distinkta fjäderdräkt och unika häckningsbeteenden. 

## Utbredning och systematik
Fläckbukig vaktel tillhör släktet Colinus inom ordningen hönsfåglar (Galliformes). Arten beskrevs vetenskapligt 1842 av René Primevère Lesson och delas in i sex underarter baserat på geografisk variation:
Fläckbukig vaktel delas upp i sex underarter:
- C. l. incanus – förekommer i södra Guatemala
- C. l. hyopleucus – förekommer i västra El Salvador och västra Guatemala
- C. l. leucopogon – förekommer i sydöstra El Salvador och västra Honduras
- C. l. leylandi – förekommer i nordvästra Honduras
- C. l. sclateri – förekommer i sydvästra och centrala Honduras och nordvästra Nicaragua
- C. l. dickeyi – förekommer i nordvästra och centrala Costa Rica Arten är nära släkt med tofsvakteln (Colinus cristatus), men betraktas som en distinkt art på grund av morfologiska och geografiska skillnader[4]

## Utseende och Fältkännetecken
Fläckbukig vaktel är en liten till medelstor fågel med en längd på 23 cm, ett vingspann på 36 cm och en vikt mellan 115–144 gram. Den har följande karaktäristiska drag:
- Fjäderdräkt: Brun rygg med svarta fläckar, vit ögonbrynsstreck och en kort tofs på huvudet. Strupen är vit eller brun, och undersidan är ljus med fläckar på buken (därav namnet "fläckbukig").
- Könsskillnader: Hanen har kontrasterande svarta teckningar på vingarna och mörkare strupe, medan honan är mer diskret färgad med gulaktig näbbrot.

## Beteende och Ekologi

### Häckning och Sång
Till skillnad från många andra hönsfåglar bygger fläckbukig vaktel inte ägghögar. Istället lägger den äggen i naturliga hålor eller bland rötter där jordens värme från vulkanisk aktivitet eller soluppvärmd sand kläcker äggen4. Under häckningssäsongen (som sammanfaller med regnperioden) etablerar hanarna revir med komplexa sånger. Studier visar att honor föredrar hanar med längre och mer varierade sånger, vilket tyder på att sången spelar en roll i sexuell selektion.

### Föda och Rörelsemönster
Arten är allätare och livnär sig av:
- Frön och bär
- Små insekter som myror och skalbaggar
- Växtdelar som blad och skott.

De är markbundna men kan flyga korta sträckor vid hot. Vanligtvis rör de sig i små grupper, särskilt under icke-häckningstider.

## Status
Arten har ett stort utbredningsområde och beståndet anses stabilt. Internationella naturvårdsunionen IUCN listar den därför som livskraftig (LC).